# Hôn nhân cùng giới ở Baja California
Hôn nhân cùng giới đã trở thành hợp pháp tại bang Baja California của México vào ngày 3 tháng 11 năm 2017. Vào ngày đó, Chính phủ Tiểu bang tuyên bố sẽ ngừng thi hành lệnh cấm kết hôn cùng giới và Đăng ký dân sự sẽ bắt đầu chấp nhận đơn xin giấy phép kết hôn bởi các cặp cùng giới. Điều này phù hợp với luật học được thành lập bởi Tòa án Tối cao México, nơi đã phán quyết rằng các lệnh cấm kết hôn cùng giới là vi hiến. Ngoài ra, các cặp cùng giới được phép nhận con nuôi trong tiểu bang.
Baja California trở thành tiểu bang thứ 12 của Mexico hợp pháp hóa hôn nhân cùng giới.

## Lịch sử
Vào ngày 23 tháng 8 năm 2010, ngay sau phán quyết của Tòa án Tối cao Mexico yêu cầu tất cả các quốc gia công nhận hôn nhân cùng giới được thực hiện hợp lệ ở một tiểu bang khác, các nhà lập pháp tiểu bang đã đưa ra một sửa đổi cho điều 7 của Hiến pháp của bang Baja California, thêm định nghĩa kết hôn như là sự kết hợp của một người đàn ông và một người phụ nữ. Vào ngày 29 tháng 9 năm 2010, Đại hội Baja California đã bầu chọn 18 chiếc1 ủng hộ sửa đổi, và sau khi được chính quyền thành phố chấp thuận, nó đã được xuất bản vào ngày 27 tháng 5 năm 2011. Vào ngày 13 tháng 11 năm 2014, Tòa án Tối cao Mexico đã ra phán quyết rằng lệnh cấm hiến pháp của Baja California đối với hôn nhân cùng giới là vi hiến.
Bởi vì Cơ quan lập pháp đã không nỗ lực kể từ năm 2011 để cải cách Bộ luật Dân sự và Hiến pháp, một khiếu nại đã được đệ trình lên Comisión Ciudadana de Derechos Humanos del Noroeste (CCDH) vào ngày 27 tháng 11 năm 2014.
Vào ngày 14 tháng 1 năm 2015, Raúl Ramírez Baena, giám đốc của CCDH, đã đệ đơn kiến nghị lên Thống đốc và năm cán bộ thành phố của bang yêu cầu họ phải thông báo cho các nhà đăng ký trong toàn bộ khu vực pháp lý về cách tiến hành các cuộc hôn nhân cùng giới tuân thủ Hiến pháp México.
Vào ngày 22 tháng 2 năm 2017, người đứng đầu cơ quan nhận con nuôi của Baja California tuyên bố rằng các cặp cùng giới có quyền nhận con nuôi trong tiểu bang; phù hợp với luật học được thành lập bởi Tòa án tối cao.

## Thống kê hôn nhân
Từ năm 2015 đến giữa năm 2018, khoảng 34 cặp cùng giới đã kết hôn ở Baja California; 18 ở Tijuana, 12 ở Mexicali, 3 ở Ensenada, và 1 ở Tecate. Comisión Estatal de Derechos Humanos (Ủy ban Nhân quyền) đã lưu ý rằng, trong khi hôn nhân cùng giới đã hợp pháp tại tiểu bang kể từ cuối năm 2017, một số cặp cùng giới đã bị từ chối giấy phép kết hôn. Vào tháng 7 năm 2018, Ủy ban đã ghi nhận 72 trường hợp, chủ yếu là ở Tijuana. Một số cặp vợ chồng đã thấy yêu cầu của họ bị từ chối dựa trên luật hôn nhân của tiểu bang, vẫn giữ lệnh cấm kết hôn cùng giới. Ủy ban đã kêu gọi Cơ quan lập pháp Nhà nước sửa đổi rõ ràng luật hôn nhân của mình để đóng lại những sơ hở, và nhắc nhở các quan chức nhà nước rằng việc từ chối cấp giấy phép kết hôn cùng giới.
Vào cuối năm 2018, 186 cặp cùng giới đã kết hôn tại bang này; phần lớn trong số đó đã làm như vậy ở Tijuana.

## Dư luận
Một cuộc thăm dò ý kiến năm 2017 được thực hiện bởi Gabinete de Comunicación Estratégica nhận thấy rằng 53% cư dân Baja California ủng hộ hôn nhân cùng giới. 43% phản đối.
Theo khảo sát năm 2018 của Instituto Nacional de Estadística y Geografía (INEGI), 31% công chúng Baja California phản đối hôn nhân cùng giới. Đây là mức thấp thứ hai trong toàn bộ Mexico, sau Thành phố Mexico ở mức 29%.